# سنان أوغان
سنان أوغان (بالإنجليزية: Sinan Oğan)‏ سياسي وباحث استراتيجي تركي ينحدر من أصل آذربيجاني. مرشح تحالف الأجداد (بالتركية: ATA İttifakı)‏ في الانتخابات الرئاسية التركية 2023.